# Каталог кораблів
Каталог кораблів (список кораблів, перелік кораблів дав.-гр. νεῶν κατάλογος) — епічний перелік кораблів, племен та вождів у другій книзі («пісні») «Іліади» Гомера, що прибули воювати під Трою. Після каталогу кораблів йде каталог троянців. 
П'ятеро мужніх вождів очолили рать беотійську -

Аркесілай, Пенелей, Протоенор і Клоній з Леїтом,

Йшли з ними ті, що в Гірії жили та Авліді скелястій,

В Схені та Сколі, в багатім на пагорби й ліс Етеоні,

В Граї, Теспеї, також в Мікалессі широкорівниннім.

Ті, що навколо Ілесія й Гарми жили та Ерітри,

Що Елеон, Окалею й також Петеон заселяли,

Гілу, а ще й Медеон, це гарно збудоване місто,

Копи, Евтресу і голубами уславлену Тісбу,

Що в Коронеї жили й Аліарті, травою багатім,

Ті, що Глісант заселяли, і ті, що прийшли із Платеї,

Й що в Гіпофівах жили, у гарно збудованім місті,

Та у священнім Онхесті, де вславлений гай Посейдона,

Й ті, що з Мідеї прийшли й виноградом багатої Арни,

Й ті, що в Нісі божистій жили й Антедоні далекім.

З ними прийшло п'ятдесят кораблів мореплавних, і в кожнім

Юних, дужих бійців беотійських сто двадцять сиділо.
«Іліада», Пісня друга (пер. Бориса Тена)
Дослідники підрахували, що під Трою прибуло 1186 кораблів із 29 місцевостей, близько ста тисяч воїнів під командуванням сорока шести воєначальників. Грецьке військо позначається загальними назвами «данайці», «ахейці», «аргів'яни», які складаються з дрібніших племен беотійців, мінійців, фокійців, локрійців, абантів, афінян, саламінців, мікенців, лакедемонян, аркадців та інших.

Олександр Зайцев зазначає, що 

Англомовна мапа Гомерівської (Архаїчної) чи догомерівської (Мікенської) Греції

"Каталог кораблів являє собою опис збору ахейців в Авліді в Беотії для походу на Трою, створений для поеми про Троянську війну, яка до нас не дійшла, і пізніше, з певною переробкою, вставлений в "Іліаду". Саме тому в "каталозі" знову і знову йдеться про прибуття кораблів, тоді як вони давно вже витягнуті на берег перед Троєю. "Каталог кораблів" містить деяку інформацію про міста Мікенської епохи, відсутню в інших частинах гомерівських поем. "Каталогу" присвячена велика наукова література. Останнім за часом систематичним дослідженням його змісту є книга Хоуп Сімпсона і Лейзенбі, але і його авторам не завжди вдається точно встановити місце розташування міст, згадуваних у "Каталозі". 
Також він зазначає, що 
"Каталог кораблів, створений спочатку як опис грецького війська, що вирушає з беотійського порту Авліди під Трою, починає свій перелік з беотійців і згадує Авліду на початку переліку міст".

## Каталог кораблів у таблиці
| Плем'я                                                | Царі / Командувачі                                                               | Поселення / міста | Кораблі                               |
| ----------------------------------------------------- | -------------------------------------------------------------------------------- | --- | ------------------------------------- |
| Беотійці (2.494-2.510)                                | Пенелей, Леїт, Аркесилай, Профоенор, Клоній                                      | Гірія (38.456800, 23.564800), Авліда (38.433500, 23.592500), Схен (38.427400, 23.362200), Скол (38.269000, 23.387000), Етеон (38,2738661, 23,503417), Феспії (38.293500, 23.154900), Грайя (38.384270, 23.626580), Мікалесса (38.407000, 23.519000), Гарма (38.388400, 23.486800), Ілезія (38.302200, 23.503700), Ерітра (38.235800, 23.403200), Елеон (38.355000, 23.481000), Гіл (38.447000, 23.312000), Петеон (38.444000, 23.412100), Окалея (38.346620, 23.044260), Медеон (38.386600, 23.167000), Копи (38.494000, 23.161000), Евтрез (38.269700, 23.204400), Фісба (38.256400, 22.972000), Коронея (38.391200, 22.957100), Галіарт (38.378700, 23.088000), Платеї (38.221300, 23.273300), Глісс (38.391000, 23.395500), Фіви (Гіпофіви) (38,3159596, 23,3181559), Онхест (38.362200, 23.145300), Арн (38.511200, 22.861600), Мідея (38.435400, 22.875000), Нісса (38.477800, 23.389200), Анфедон (38.498700, 23.448000). | 50 (по 120 чоловік у кожному кораблі) |
| Мінійці (2.511-2.516)                                 | Аскалаф, Іалмен                                                                  | Аспледон (38.536000, 22.957000), Орхомен (38.495600, 22.964100). | 30                                    |
| Фокійці (2.517-2.526)                                 | Схедій, Епістроф                                                                 | Кипарис (38.474000, 22.633000), Піфос (Дельфи) (38.482640, 22.501080), Крісса (38.471200, 22.469000), Давліс (38.505500, 22.731800), Панопея (38.495000, 22.795000), Анеморія (38.478000, 22.582000), Гіамполіс (38.596100, 22.905400), Лілея (38.626000, 22.506000). | 40                                    |
| Локри опунтські (2.527-2.535)                         | Аякс Оїлід                                                                       | Кінос (38.723400, 23.062200), Опунт (38.652000, 22.992000), Калліар (38.673400, 23.063400), Весса (38.725300, 22.973000), Скарф (38.803000, 22.656900), Авгея Локридська (десь біля Скарфеї, але місце розташування невідомо), Тарф (38.752900, 22.615500), Троніум (38.775900, 22.711300). | 40                                    |
| Абанти (2.536-2.545)                                  | Елфенор                                                                          | Халкіда Евбейська (38.459700, 23.615300), Еретрія (38.398200, 23.790500), Гістія (38.946600, 23.090500), Керінф (38.834300, 23.477500), Діум (38.850900, 22.873100), Карист (38.027000, 24.427000), Стір (38.145500, 24.260700). | 40                                    |
| Афіняни (2.546-2.556)                                 | Менесфей                                                                         | Афіни (37.971800, 23.727930). | 50                                    |
| Саламінці (2.557-2.558)                               | Аякс Теламонід                                                                   | Саламін (37.952000, 23.540800). | 12                                    |
| Аргів’яни (2.559-2.568)                               | Діомед, Сфенел, Евріал                                                           | Аргос (37.630910, 22.720790), Тиринф (37.600300, 22.799700), Герміон (37.383400, 23.253500), Азін (37.528000, 22.874500), Тройзен (37.503300, 23.348400), Ейон (37.500000, 23.300000), Епідавр (37.633100, 23.161700), Егіна (37.750000, 23.425000), Масет (37.417900, 23.142200). | 80                                    |
| Мікенці (2.569-2.580)                                 | Агамемнон                                                                        | Мікени (37.730800, 22.756100), Коринф (37.905400, 22.880200), Клеони (37.825000, 22.776000), Орінія (37.714280, 22.557160), Арефірея (37.835300, 22.637340), Сікіон (37.983400, 22.714500), Гіпересія (38.126800, 22.373600), Гоноесса (37.931300, 22.625200), Пеллени (38.044600, 22.538400), Егіон (38.252000, 22.090000), Геліка (38.222000, 22.131800). | 100                                   |
| Лаконійці (2.581-2.590)                               | Менелай                                                                          | Лакедемон (Спарта) (37.082100, 22.423700), Фріос (37.021000, 22.465000), Месса (36.541000, 22.367000), Брісія (36.979000, 22.478000), Авгея Лаконійська (Невідомо. Можливо 36.786285, 22.512906), Амікле (37.036300, 22.450200), Гелос (36.843200, 22.607500), Лаас (36.725500, 22.498200), Етіл (36.705100, 22.384800). | 60                                    |
| Мессенці (2.591-2.602)                                | Нестор                                                                           | Пілос (37.027000, 21.695000), Фріос (37.640000, 21.480000), Арен (37.533000, 21.599000), Епі (37.565900, 21.784700), Кипарисія (37.249900, 21.678800), Амфігенія (37.245300, 21.747400), Птелос (37.508800, 21.806200), Гелос (36.843200, 22.607500), Доріон (37.267000, 21.882400), Геренія? (36.934000, 22.195000), Еахалія? (37.268000, 21.947000). | 90                                    |
| Аркадці (2.603-2.614)                                 | Агапенор                                                                         | Фенос (37.911700, 22.307000), Орхомен (37.724700, 22.315400), Рипа (38.218900, 22.030000), Стратії (Невідомо) Еніспе (37.600000, 22.200000), Тегея (37.464000, 22.429000), Мантінея (37.618100, 22.393300), Стімфала (37.860600, 22.461800), Парассія (37.450000, 22.150000). | 60                                    |
| Епеяни (2.615-2.624)                                  | Амфімах, Фальпій, Діор, Поліксен                                                 | Бупразій (37.810000, 21.450000), Еліда (37.890000, 21.374000), Гірміна (37.886500, 21.135700), Мірсінус (38.012600, 21.407800), Оленос Ахейський (38.153700, 21.640600), Алезіум (Невідомо), Епія (37.565900, 21.784700). | 40                                    |
| Ехінадці (Дуліхійці) (2.625-2.630)                    | Мегет                                                                            | Дуліхія (38.360000, 20.720000)?, Ехінади (острови) (38.430000, 21.020000). | 40                                    |
| Кефалонці (2.631-2.637)                               | Одіссей                                                                          | Ітака (38.453000, 20.643000)?, Крокілея (Невідомо. Можливо, десь на півдні Ітаки), Егіліпа (Невідомо. Можливо, десь на півдні Ітаки), Закінф (37.787200, 20.892100), Самос (Кефалонія), Епір (материкові володіння Одіссея). | 12                                    |
| Етолійці (2.638-2.644)                                | Тоант                                                                            | Плеврон (38.402000, 21.417000), Оленос Етолійський (38.400000, 21.490000), Пілен (38.474000, 21.373000), Халкіда Етолійська (38.353500, 21.631400), Калідон (38.372000, 21.533000). | 40                                    |
| Критяни (2.645-2.652)                                 | Ідоменей, Меріон                                                                 | Кносс (35.297800, 25.163100), Гортіна (35.059400, 24.950000), Лікт (35.208100, 25.368200), Мілет (35.314400, 25.565500), Лікаст (35.202400, 25.101600), Фест (35.051200, 24.813800), Рітій (35.002000, 25.171000) + 83-93 поліси. | 80                                    |
| Родосці (2.653-2.670)                                 | Тлеполем                                                                         | Лінд (36.091300, 28.088200), Іяліс (36.399000, 28.143000), Камір (36.336200, 27.921200). | 9                                     |
| Сімійці (2.671-2.675)                                 | Нірей                                                                            | Сім (36.612800, 27.837400). | 3                                     |
| Невідомо (2.676-2.680)                                | Фідіп, Антіф                                                                     | Нізір (36.606500, 27.130900), Карпатос (острів) (35.583300, 27.133300), Казос (можливо острів) (35.404000, 26.938000), Кос (36.891400, 27.285900), Каліднійські острови (37.100000, 26.900000). | 30                                    |
| Мірмідонці (2.681-2.694)                              | Ахіллес                                                                          | Алос (39.144200, 22.825100), Алоп (38.747800, 22.948400), Трахізький регіон (38.750000, 22.400000), регіон Ахейської Фтії (39.200000, 22.500000), регіон Геллада (Невідомо). | 50                                    |
| Невідомо (2.695-2.710)                                | Протесілай (після його смерті керував його брат Подарк)                          | Філакта (39.321000, 22.799000), Піраз (39.278800, 22.821200), Ітон (39.154800, 22.725900), Антрон (38.972300, 23.003200), Птелеон (39.022200, 22.950500). | 40                                    |
| Невідомо (2.711-2.715)                                | Евмел                                                                            | Фера (39.379000, 22.753900), Беб (39.600000, 22.700000), Глафіри (39.444000, 22.883300), Іолк (39.366300, 22.968900). | 11                                    |
| Невідомо (2.716-2.728)                                | Філоктет (через травму залишився на Лемносі, тому військом керував Медон Оїлеід) | Метона (39.331600, 23.052700), Фавмакія (39.191800, 23.343000), Мелібея (39.679500, 22.888900), Олізон (39.145000, 23.218000). | 7 (по 50 чоловік у кожному кораблі)   |
| Невідомо (2.729-2.733)                                | Подалір, Махаон                                                                  | Трікка (39.556400, 21.764700), Ітома (Іфома) (39.396000, 21.766500), Ехалія (37.268000, 21.947000). | 30                                    |
| Невідомо (2.734-2.737)                                | Евріпіл                                                                          | Орменія (39.352400, 22.972200), Астерій (39.422200, 22.106100). | 40                                    |
| Лапіфійці (Але Гомер їх так не називає) (2.738-2.747) | Поліпет, Леонтей                                                                 | Аргісса (39.635700, 22.353500), Гіртона (39.757300, 22.403100), Орта (Орфа) (39.708500, 22.193100), Елон (39.831600, 22.304800), Олооссон (39.898700, 22.187500). | 40                                    |
| Еніанці та Перреби (2.748-2.755)                      | Гуней                                                                            | Кіфа (39.760000, 22.000000), Додона (39.546400, 20.787800), долина річки Титаресії (39.726000, 22.139000), долина річки Піньйос (39.929800, 22.709400). | 22                                    |
| Магнети (2.756-2.759)                                 | Профоой                                                                          | долина і ліси річки Піньйос (39.929800, 22.709400). | 40                                    |